# Deposito locomotive di Reggio Emilia

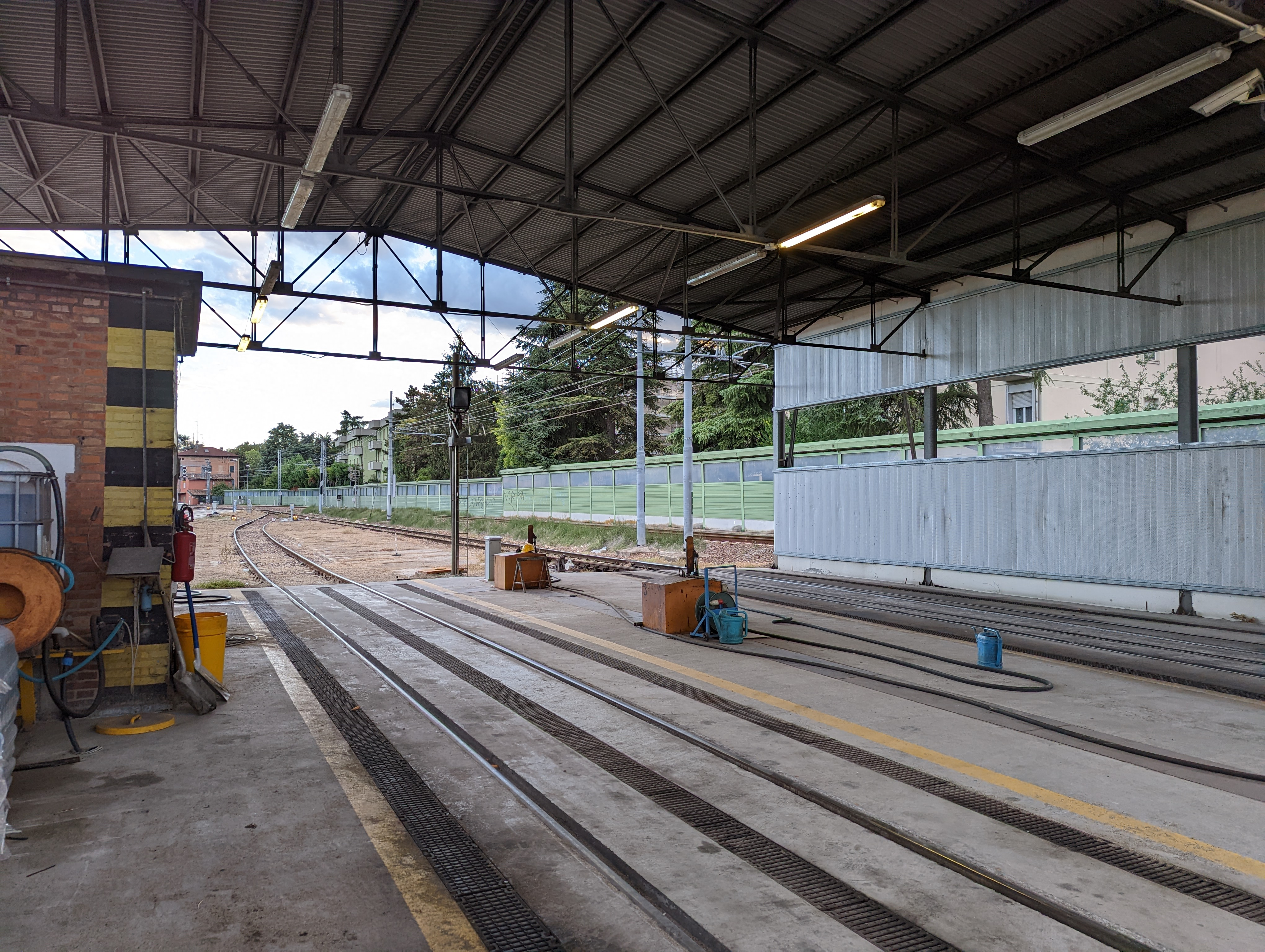

Il deposito locomotive di Reggio Emilia è un impianto di ricovero e manutenzione dei veicoli ferroviari di Trenitalia Tper.
Si trova a Reggio Emilia, nel quartiere di Santa Croce, con ingresso su via Talami.
È raccordato alla ferrovia Reggio Emilia-Guastalla e dista poche centinaia di metri dalla stazione di Reggio Emilia.
Di proprietà della regione Emilia-Romagna, dal 1º gennaio 2020 è messo a disposizione di Trenitalia Tper.

## Storia
Il deposito si trova nell'area delle ex Officine Meccaniche Reggiane, fondate nel 1901.
Nel 1910 furono realizzati due edifici con mattoni a vista, tuttora esistenti, come sede della Società Esportazione Agricola, una controllata della Società Anonima per le Ferrovie di Reggio Emilia (SAFRE), che eserciva le ferrovie reggiane. La società si occupava della revisione dei carri merci destinati a trasportare i prodotti vitivinicoli prodotti nei territori della provincia di Reggio Emilia.
In seguito la proprietà dell'area passò alla ditta Gallinari, che, fino al 1988 circa, vi effettuava le revisioni dei carri frigoriferi.
Al 2022, alcuni fabbricati sono utilizzati come ricovero per i treni storici delle ferrovie locali.

## Materiale rotabile

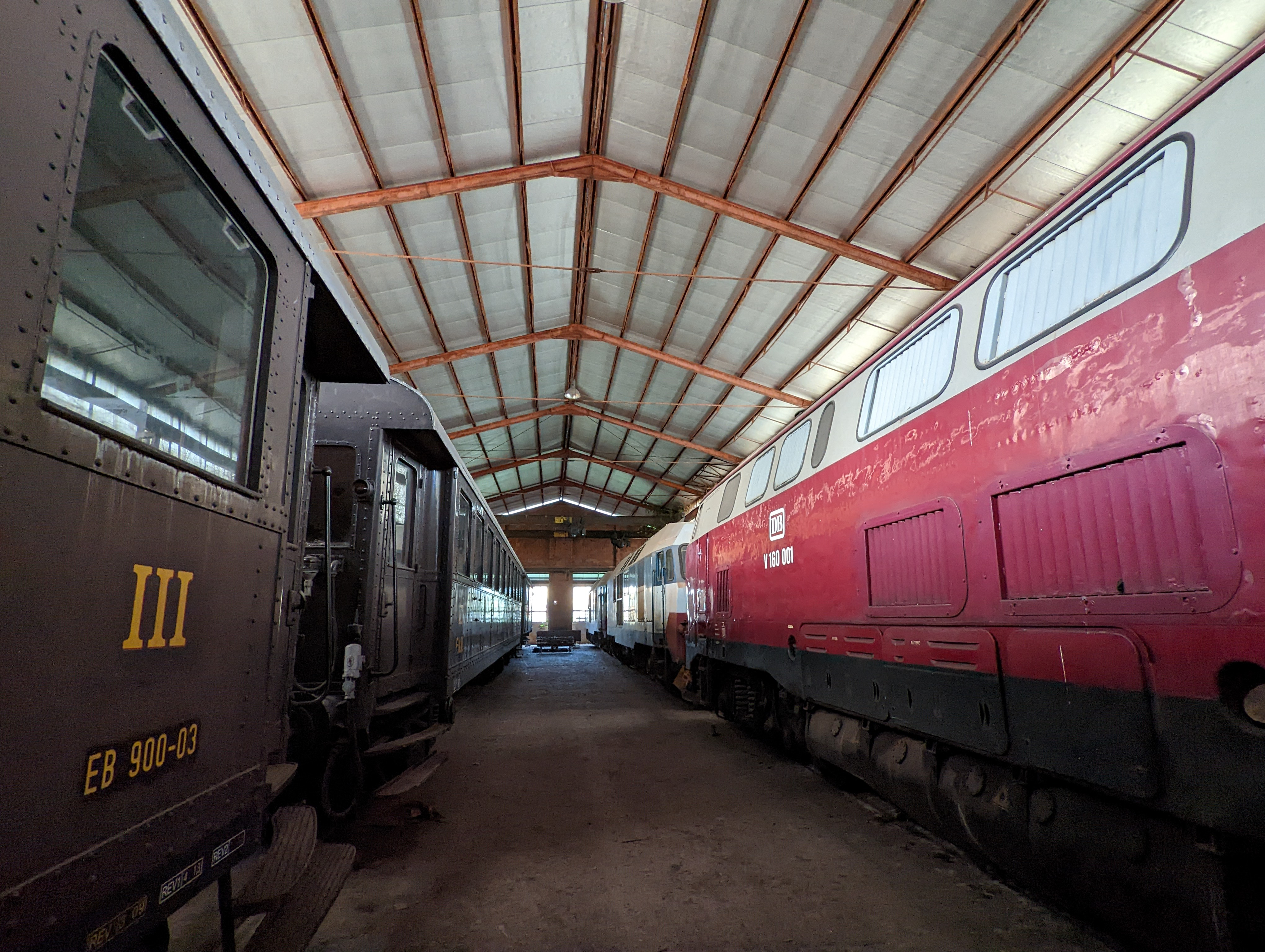

Oltre a ospitare i veicoli ferroviari (automotrici e rimorchiate) utilizzati quotidianamente nell'esercizio ferroviario sulle ferrovie reggiane, il deposito ospita due capannoni adibiti al rimessaggio di treni storici.

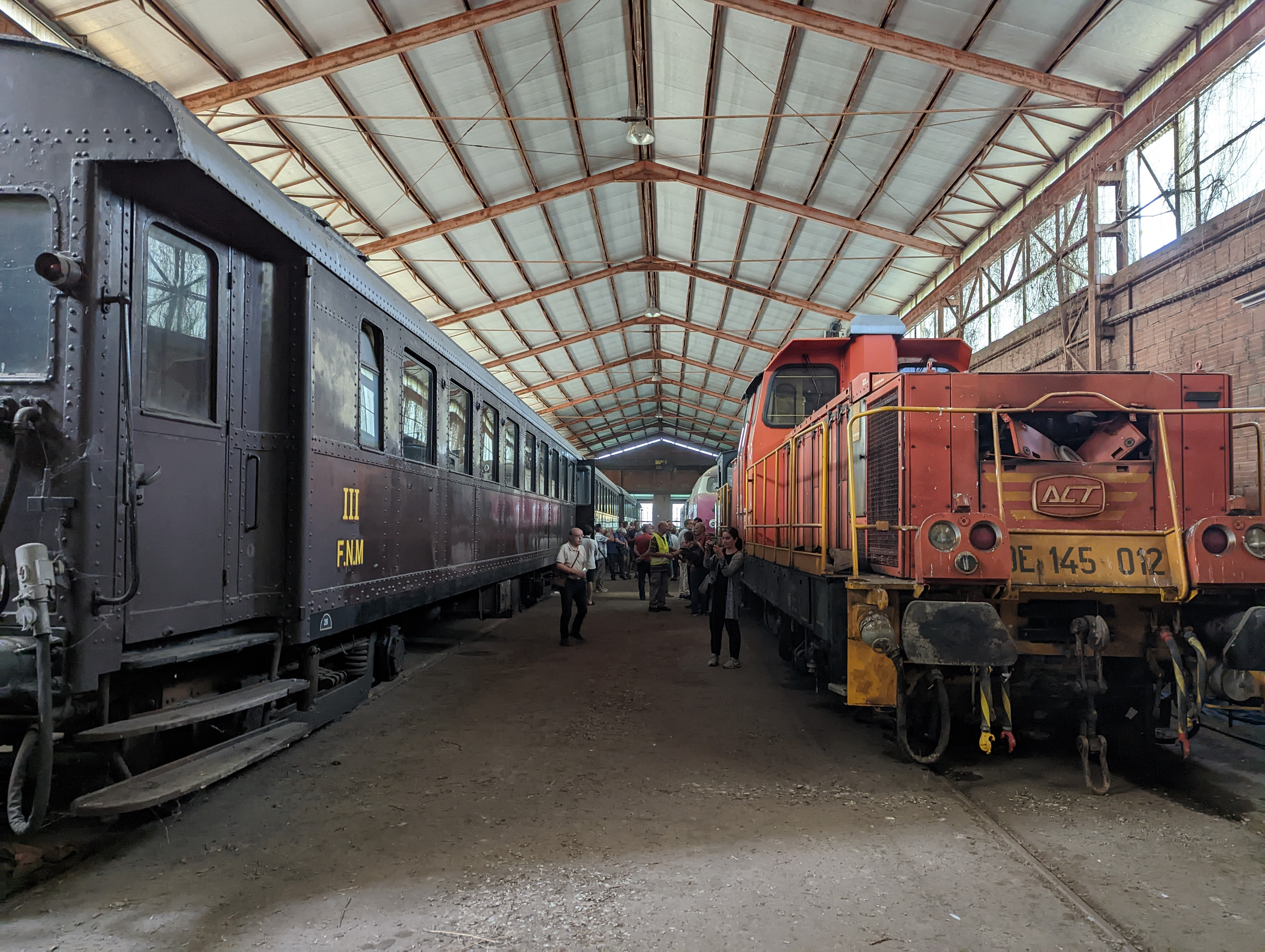
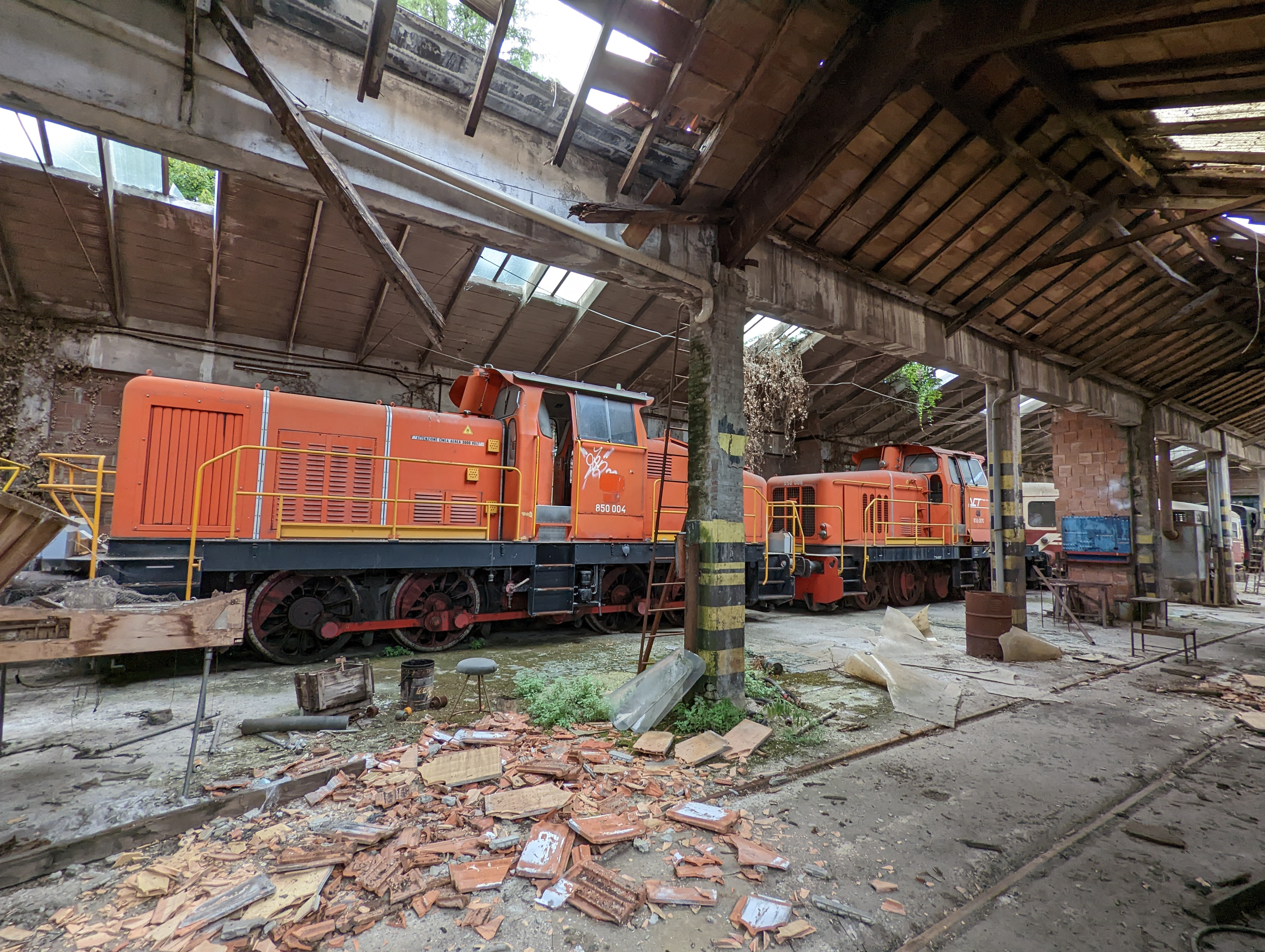
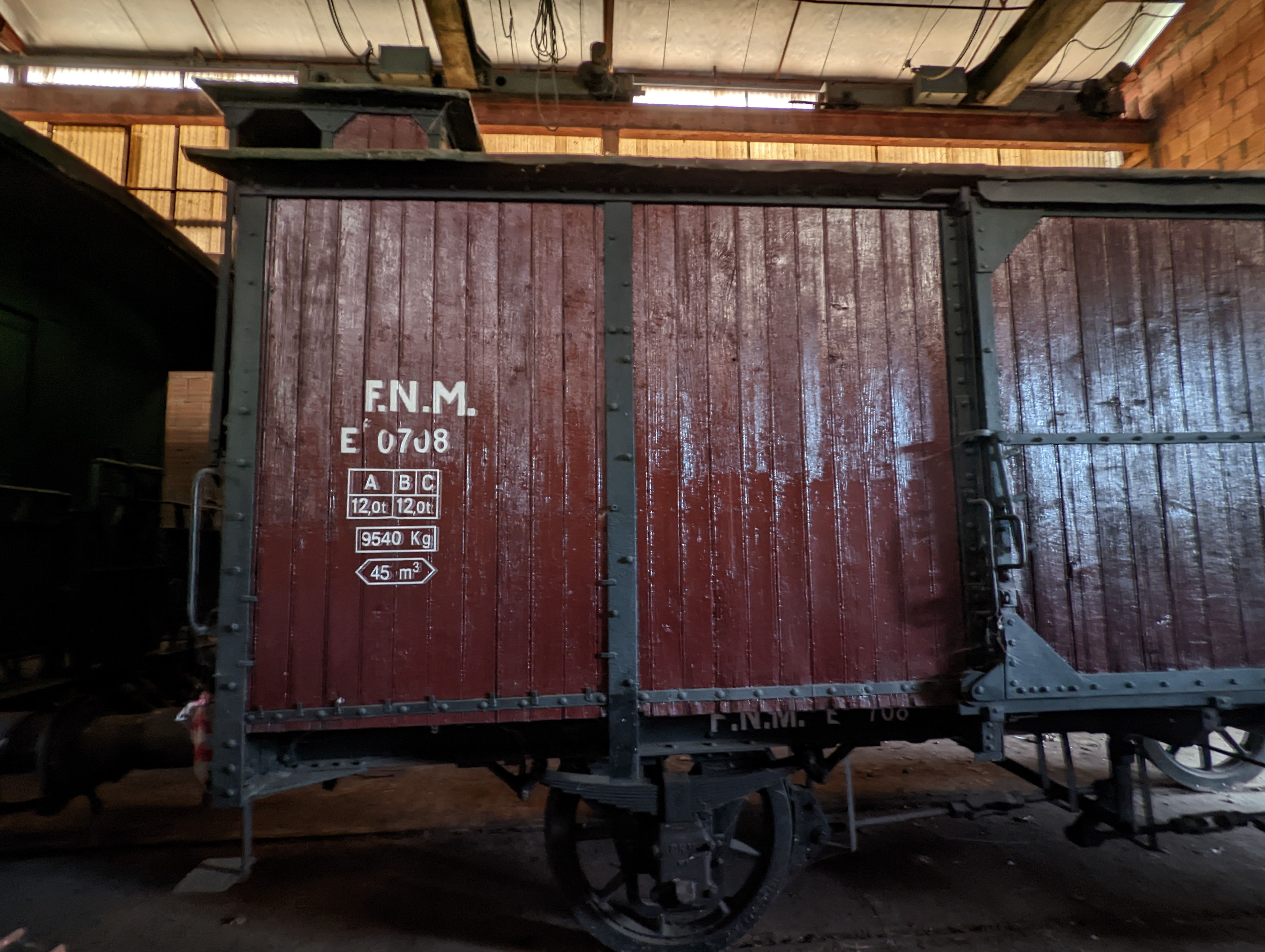
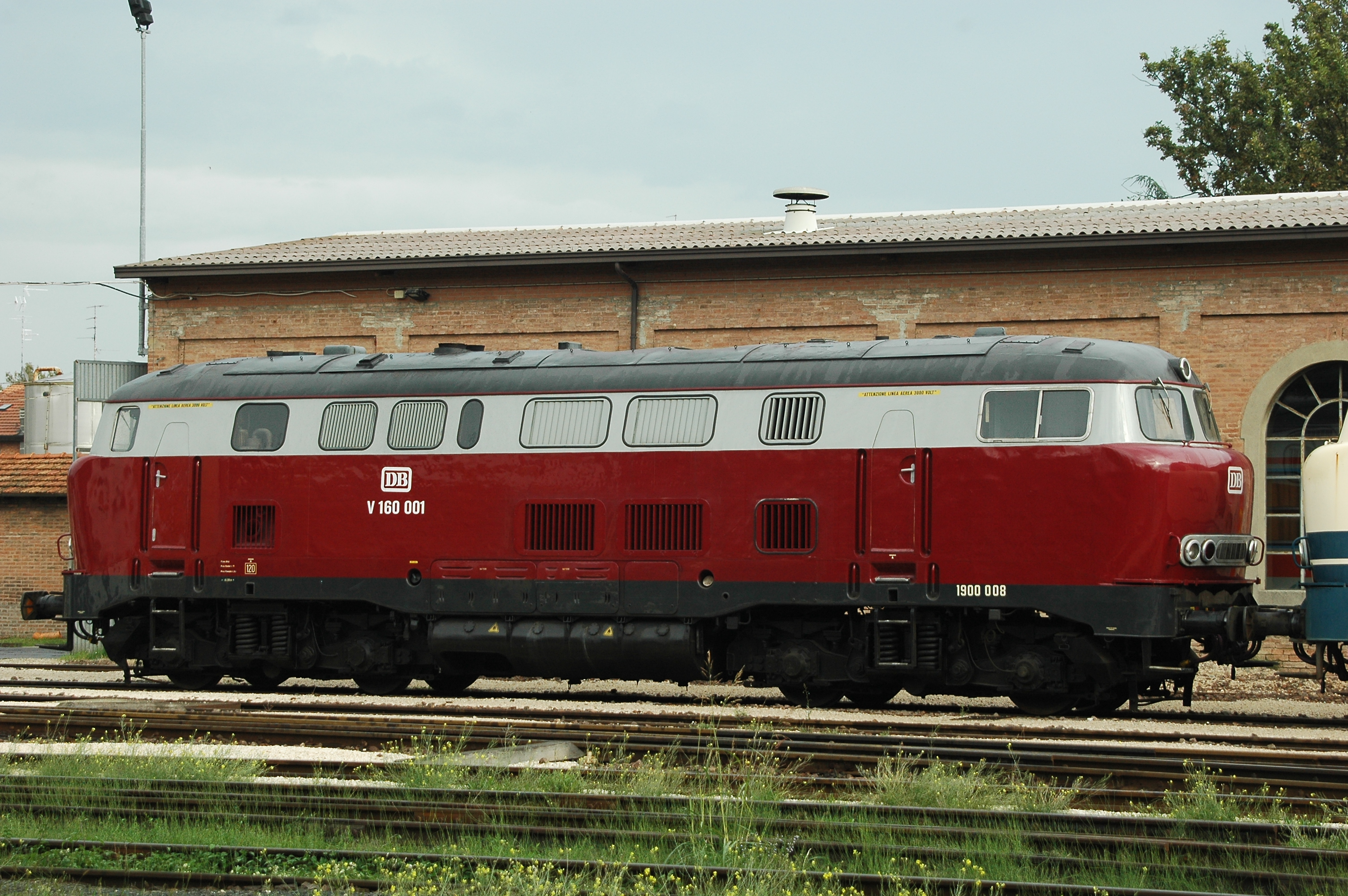
La Locomotiva 1900.008 delle Ferrovie Emilia Romagna

### Progetti futuri
L'associazione Sodalizio Amici Ferrovie Reggio Emilia (SAFRE) ha proposto l'allestimento di un museo ferroviario negli spazi del deposito..
Nel 2022, il deposito ferroviario è parte della campagna I Luoghi del Cuore del Fondo Ambiente Italiano, che ne auspica una riconversione museale.